# ماكسيمو سان رومان
ماكسيمو سان رومان (بالإسبانية: Máximo San Román)‏ هو مهندس ميكانيك ومهندس وشخصية أعمال وسياسي بيروفي، ولد في 14 أبريل 1946 في بيرو. حزبياً، نشط في Cambio 90 ‏.

## مناصب
- انتخب عضو مجلس الشيوخ البيروفي ‏ (26 يوليو 1995 – ).
- انتخب نائب رئيس بيرو [الإنجليزية]‏ (28 يوليو 1990 – 5 أبريل 1992).
- انتخب رئيس مجلس شيوخ بيرو (26 يوليو 1990 – 26 يوليو 1991).
- انتخب عضو مجلس شيوخ بيرو (26 يوليو 1990 – 5 أبريل 1992).